# Guo Yunshen
Guo Yunshen (chinesisch 郭雲深 / 郭云深, Pinyin Guō Yúnshēn, W.-G. Kuo Yun-Shen, Zi – Großjährigkeitsname Yushen 峪深,  Yùshēn – „tiefes Tal, tiefer Schlucht“; * 1829 in Shenzhou Provinz Hebei, China; † 1901) war ein chinesischer Kampfkunstexperte und Meister der inneren Kampfkunst Xingyiquan (veraltet Xingyichuan). Er verkörperte die Philosophie des Xingyi (形意,  xíngyì), möglichst wenige Techniken zu hoher Meisterschaft zu bringen, statt viele davon mittelmäßig zu beherrschen. Seine Bengquan-Technik (崩拳,  bēngquán,  peng ch'uan – „zersplitternde Faust“, veraltet Beng Chuan) war legendär. Man sagte ihm nach, dass er mit seinem Banbu Bengquan (半步崩拳,  Bànbù Bēngquán – „Halbschritt zersplitternde Faust“) gegen jeden unter dem Himmel kämpfen konnte ohne seinesgleichen zu finden (半步崩拳打遍天下无敌手,  Bànbù bēngquán dǎbiàn tiānxià wú díshǒu) und er erhielt die Beinamen Budaota – „der Standhafte“ (不倒塌,  Budǎotā – „der Nicht-Umfallende“) sowie die "Himmlische Hand des Dämons".
Eine der bekanntesten Geschichten über ihn ist sein angeblicher Kampf gegen den Gründer des Baguazhang, Dong Hai Chuan, in dem keiner die Oberhand gewinnen konnte. Das Ergebnis des Kampfes war, dass die Praktizierenden dieser beiden Kampfkünste sich in der Folge besonders respektierten und oft ihre Kenntnisse und Techniken austauschten. Einige namhafte Kampfkunstmeister, darunter Sun Lutangs Tochter Sun Jianyun widersprechen aber dem Wahrheitsgehalt dieser Geschichte und sagen, die Begegnung der beiden habe nie stattgefunden. Guo Yunshen hätte sehr wohl die Absicht gehabt, Dong Hai Chuan herauszufordern, habe aber zuerst dessen Schüler Cheng Tinghua besucht. Nachdem dieser zweimal mühelos seinem tödlichen Bengquan ausgewichen war, nahm er davon Abstand, Dong herauszufordern, von dem er wusste, dass er ein noch wesentlich höheres Niveau hatte.
Guos Lehre basierte auf den „drei Wahrheiten“ (sān lǐ, 三理), den „drei Inhalten“ (sān gong), den „drei Methoden“ (sān fǎ, 三法) und dem Prinzip der Ein- und Doppelgewichtigkeit (dānzhòng shuāngzhòng –  单重双重) während des santishi Stand-Trainings. Seine Schüler mussten zumindest drei Jahre die Standübung trainieren, bevor sie in den Formen unterwiesen wurden.
Guo Yunshen war ein Schüler von Li Luo Neng und außerdem ein Mitglied der Hebei Xingyiquan Schule. Er hat viele berühmte Schüler ausgebildet, darunter Qian Yantang, Xu Zhanao, Li Kui Yuan und sein Meisterschüler Sun Lutang. Sein Neffe Wang Xiangzhai, Gründer des Yiquan (意拳) oder Dachengquan (大成拳), war sein letzter „Schüler des inneren Kreises“ (闭门弟子,  bìmén dìzǐ, englisch closed doors disciple), und lernte von ihm traditionelles Xingyiquan. Es ist überliefert, dass Meister Guo Wang ohne weitere Erklärungen die Santi-Position halten ließ, bis sich eine Schweißpfütze um seine Füße herum gebildet hatte. Diese Übung wurde von Wang Xiangzhai Zhan Zhuang genannt, ein heutzutage bekannter Begriff in Kampfkunstkreisen.